# رویکرد تعبیه‌شده (هوش مصنوعی)
در تحقیقات هوش مصنوعی، رویکرد تعبیه شده، عامل‌هایی را ایجاد می‌کند که برای رفتار موفق در محیط خود طراحی شده‌اند. این امر مستلزم طراحی هوش مصنوعی «از پایین به بالا» با تمرکز بر مهارت‌های ادراکی و حرکتی اساسی مورد نیاز برای زنده ماندن است. رویکرد تعبیه شده اولویت بسیار کمتری به استدلال انتزاعی یا مهارت حل مسئله می‌دهد.
این رویکرد در ابتدا به عنوان جایگزینی برای رویکردهای سنتی (یعنی رویکردهای مشهور قبل از سال ۱۹۸۵ یا بیشتر) مطرح شد. پس از چندین دهه، در مواجهه با مشکلات مدل‌سازی در دنیای واقعی، فناوری‌های کلاسیک هوش مصنوعی با موضوعات قابل حل (مثلاً انفجار ترکیبی) روبرو شدند. تمام رویکردها برای پرداختن به این مسائل بر مدل‌سازی هوش‌های تعبیه شده در یک محیط تمرکز دارند. آنها به عنوان رویکرد تعبیه شده به هوش مصنوعی شناخته شده‌اند.

## ظهور یک مفهوم

### از هوش مصنوعی سنتی گرفته تا هوش مصنوعی نوول
در اواخر دهه ۱۹۸۰، رویکردی که اکنون با نام Nouvelle AI (نوول به فرانسوی به معنی جدید است) شناخته می‌شود در آزمایشگاه هوش مصنوعی MIT توسط Rodney Brooks پیشگام شد. برخلاف هوش مصنوعی کلاسیک یا سنتی، Nouvelle AI از روی عمد از هدف سنتی مدل‌سازی عملکرد در سطح انسانی جلوگیری کرد، اما سعی در ایجاد سیستم‌هایی با هوش در سطح حشرات - نزدیکتر به ربات‌های دنیای واقعی - دارد. اما سرانجام، حداقل در MIT، هوش مصنوعی جدید منجر به تلاش برای هوش مصنوعی انسان نما در پروژه Cog شد.

### از هوش مصنوعی نوول گرفته تا هوش مصنوعی مبتنی بر رفتار و هوش مصنوعی تعبیه شده
تغییر مفهومی معرفی شده توسط هوش مصنوعی نوول در زمینه رباتیک شکوفا شد و جای خود را به هوش مصنوعی مبتنی بر رفتار (BBAI) - روشی برای توسعه AI مبتنی بر تجزیه ماژولار هوش - داد. این روش توسط Rodney Brooks مشهور شد: معماری زیرمجموعه ای او یکی از اولین تلاش‌ها برای توصیف مکانیزمی برای توسعه BBAI بود. این روش در رباتیک و به میزان کمتری اجرای عامل‌های مجازی هوشمند بسیار محبوب است زیرا امکان ایجاد موفقیت‌آمیز سیستم‌های پویا در زمان حقیقی را فراهم می‌کند که می‌توانند در محیط‌های پیچیده اجرا شوند. به عنوان مثال، این اطلاعات زیربنای هوش Sony ,Aibo و بسیاری از تیم‌های رباتیک RoboCup است.
با درک اینکه در واقع هدف همه این رویکردها ساختن نه یک هوش انتزاعی بلکه یک هوش تعبیه شده در یک محیط معین بوده‌است، به عنوان رویکرد تعبیه شده شناخته می‌شوند. در حقیقت، این روش که از بینش‌های اولیه آلن تورینگ ناشی می‌شود، توصیف نیاز به ساخت ماشین آلات مجهز به ارگان‌های حسی برای یادگیری مستقیم از دنیای واقعی به جای تمرکز بر فعالیت‌های انتزاعی، مانند بازی شطرنج است.

## تعاریف
به طور کلاسیک، یک موجودیت نرم افزاری که به عنوان یک عنصر شبیه سازی شده تعریف می‌شود، قادر است بر خودش و بر محیط اطرافش عمل کند و دارای نمایشی درونی از خود و جهان خارج است. یک موجودیت می‌تواند با نهادهای دیگر ارتباط برقرار کند و رفتار آن، نتیجهٔ درک، نمایش و تعامل آن با نهادهای دیگر است.

### حلقه هوش مصنوعی
شبیه سازی موجودیت‌ها در یک محیط مجازی مستلزم شبیه سازی کل فرآیند است که از درک محیط یا به طور کلی از محرک به عمل در محیط تبدیل می‌شود. این فرآیند حلقه هوش مصنوعی نامیده می‌شود و فناوری مورد استفاده برای شبیه سازی آن را می‌توان در دو دسته تقسیم کرد. حسگر حرکتی یا هوش مصنوعی سطح پایین یا با مشکل درک (چه چیزی درک می‌شود؟) یا با مشکل جان بخشی سروکار دارد (اقدامات چگونه انجام می‌شوند؟)) هوش مصنوعیِ تصمیم گیرنده یا سطح بالا با مسئله انتخاب عمل سر و کار دارد (مناسب‌ترین اقدام در پاسخ به یک ادراک معین چیست، یعنی مناسب‌ترین رفتار کدام است؟))

### هوش مصنوعی سنتی یا نمادین
در هوش مصنوعیِ تصمیم گیرنده، دو رویکرد اصلی وجود دارد. اکثریت قریب به اتفاق فناوری‌های موجود در بازار، مانند الگوریتم‌های برنامه‌ریزی، ماشین‌های حالت متناهی (FSA) یا سیستم‌های خبره، مبتنی بر رویکرد سنتی یا نمادین هوش مصنوعی هستند. ویژگی‌های اصلی آن عبارتند از:
- از بالا به پایین است: به صورت بازگشتی، یک مسئله معین را به مجموعه ای از زیر مسائل تقسیم می‌کند که ظاهراً حل آن‌ها آسان‌تر است.
- مبتنی بر دانش است: به توصیف نمادین جهان، مانند مجموعه ای از قوانین متکی است.

با این حال، محدودیت‌های هوش مصنوعی سنتی، که هدف آن ساخت سیستم‌هایی است که از هوش انسان تقلید می‌کنند، کاملاً شناخته شده‌اند: به‌طور حتم، به دلیل پیچیدگی محیط، یک انفجار ترکیبی از تعداد قوانین رخ می‌دهد. در حقیقت، پیش‌بینی تمام موقعیت‌هایی که توسط یک موجودیت خودمختار مواجه خواهد شد غیرممکن است.

### هوش مصنوعی تعبیه شده یا رفتاری
به منظور پرداختن به این موضوعات، رویکرد دیگری به هوش مصنوعی تصمیم‌گیری، که به عنوان هوش مصنوعی تعبیه شده یا رفتاری نیز شناخته می‌شود، ارائه شده‌است. این مجموعه سعی در مدل‌سازی سیستم‌هایی که فرآیندهای استدلال قیاسی (استقرایی) را تولید می‌کنند ندارد، بلکه سیستم‌هایی را نشان می‌دهد که در محیط خود رفتارهای واقع بینانه دارند. مشخصات اصلی این رویکرد به شرح زیر است:
- از پایین به بالا است: به رفتارهای ابتدایی متکی است، که می‌تواند برای پیاده‌سازی رفتارهای پیچیده‌تر ترکیب شود.
- مبتنی بر رفتار است: به توصیفی نمادین از محیط متکی نیست بلکه به مدلی از تعاملات موجودیت‌ها با محیطشان متکی است.

هدف هوش مصنوعی تعبیه شده مدل‌سازی موجودیت‌هایی است که در محیطشان خودمختار هستند. این به لطف استحکام ذاتی معماری کنترل و همچنین قابلیت سازگاری آن با شرایط پیش‌بینی نشده حاصل می‌شود.

### عامل‌های تعبیه شده
در هوش مصنوعی و علوم شناختی، اصطلاح situated به عاملی گفته می شود که در یک محیط تعبیه شده باشد. اصطلاح situated معمولاً برای ربات‌ها به کار می‌رود، اما برخی از محققان استدلال می‌کنند که عامل‌های نرم‌افزاری نیز می‌توانند در صورت وجود تعبیه شده باشند:
- آنها در یک محیط پویا (به سرعت در حال تغییر) وجود دارند، و
- آنها می‌توانند از طریق اقدامات خود دستکاری یا تغییر دهند و
- آنها می‌توانند حس کنند یا درک کنند.

به عنوان مثال می‌توان به عامل‌های تحت وب اشاره کرد که می‌توانند داده‌ها یا فرآیندهای محرک (مانند خریدها) از طریق اینترنت را تغییر دهند. یا ربات‌های واقعیت مجازی مانند زندگی دوم، که در دنیای مجازی زندگی می‌کنند و آن را تغییر می‌دهند.
تعبیه شدن به‌طور کلی بخشی از تجسم در نظر گرفته می‌شود، اما در نظر گرفتن هر دیدگاه به صورت جداگانه مفید است. دیدگاه تعبیه شده تأکید می‌کند که رفتار هوشمندانه، از محیط و تعاملات عامل با آن ناشی می‌شود. ماهیت این تعاملات با تجسم یک عامل تعریف می‌شود.

## اصول پیاده‌سازی

### تجزیه ماژولار
مهمترین ویژگی سیستمی که توسط هوش مصنوعی تعبیه شده هدایت می‌شود این است که هوش توسط مجموعه ای از ماژول‌های نیمه خود مختار  کنترل می‌شود. در سیستم‌های اصلی، هر ماژول در واقع یک دستگاه جداگانه بود یا حداقل تصور می‌شد که روی ریسه پردازش خود کار می‌کند. با این حال، به‌طور کلی، ماژول‌ها فقط انتزاع هستند. از این نظر، هوش مصنوعی تعبیه شده ممکن است به عنوان یک رویکرد مهندسی نرم‌افزار برای هوش مصنوعی دیده شود، شاید شبیه طراحی شی گرا باشد.
هوش مصنوعی تعبیه شده اغلب با برنامه‌ریزی واکنشی همراه است، اما این دو مترادف نیستند. بروکس طرفدار یک نسخه افراطی از مینیمالیسم شناختی بود که در ابتدا نیاز داشت که ماژول‌های رفتار، ماشین‌های حالات متناهی باشند و بنابراین هیچ حافظه یا یادگیری مرسومی نداشته باشند. این با هوش مصنوعی واکنشی همراه است زیرا هوش مصنوعی واکنشی مستلزم عکس العمل نسبت به وضعیت فعلی جهان است، نه به حافظه یا پیش تصور یک عامل از آن جهان. با این وجود، بدیهی است که یادگیری برای هوش مصنوعی قوی (جامع) واقع گرایانه است، بنابراین این محدودیت خاموش شده‌است، اگرچه کاملاً کنار گذاشته نشده‌است.

### مکانیسم انتخاب اقدام
جامعه هوش مصنوعی تعبیه شده چندین راه حل برای مدل‌سازی فرایندهای تصمیم‌گیری - همچنین به عنوان مکانیسم‌های انتخاب عمل شناخته می‌شود ـ ارائه داده‌است. اولین تلاش برای حل این مسئله به معماری‌های زیرمجموعه ای برمی گردد که در واقع بیشتر یک تکنیک پیاده‌سازی بودند تا یک الگوریتم. با این حال، این تلاش راه را برای چند مورد دیگر، به ویژه سلسله مراتب جریان آزاد و شبکه‌های فعال سازی هموار کرد. مقایسه ساختار و عملکرد این دو مکانیسم، مزیت استفاده از سلسله مراتب جریان آزاد در حل مسئله انتخاب اقدام را نشان داد. با این حال، طرح‌واره‌های حرکتی و زبان‌های توصیف فرایند دو رویکرد دیگر هستند که با موفقیت برای ربات‌های خودمختار استفاده شده‌اند.

### مقالات مرتبط
- هوش مصنوعی
- علوم شناختی

#### هوش مصنوعی سنتی
- درخت تصمیم
- ماشین حالات متناهی
- سیستم خبره
- برنامه‌ریزی خودکار

#### هوش مصنوعی تعبیه شده
- هوش مصنوعی ناهنجار
- برنامه‌ریزی واکنشی

#### رباتیک
- رباتیک مبتنی بر رفتار
- رباتیک تعبیه شده